# Bichigi, Timiș
Bichigi este un sat ce aparține orașului Făget din județul Timiș, Banat, România.

## Personalități locale
- Iosif Lupulescu (24 iulie 1934 - ?), prozator.

## Legături externe

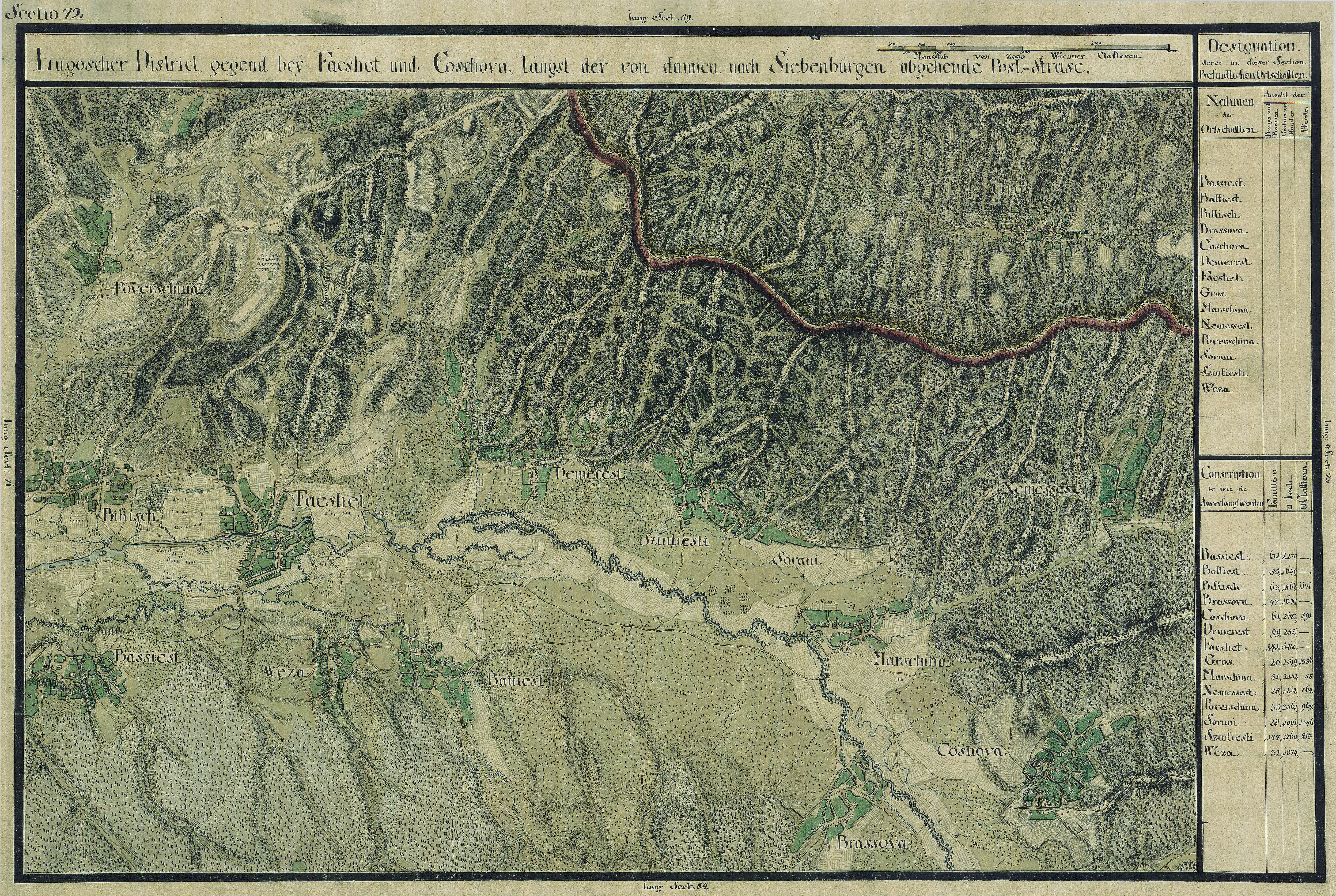
Bichigi în Harta Iosefină a Banatului, 1769-72